# Gran Premio di superbike del Nürburgring 2010
Il Gran Premio di superbike del Nürburgring 2010 è stata l'undicesima prova su tredici del campionato mondiale Superbike 2010, è stato disputato il 5 settembre sul circuito del Nürburgring e in gara 1 ha visto la vittoria di Jonathan Rea davanti a Carlos Checa e Cal Crutchlow, la gara 2 è stata vinta da Noriyuki Haga che ha preceduto Jonathan Rea e Leon Haslam.
La vittoria nella gara valevole per il campionato mondiale Supersport 2010 è stata ottenuta da Eugene Laverty.

## Risultati

### Gara 1

#### Arrivati al traguardo[4]
| Pos. | Nº  | Pilota           | Squadra                  | Motocicletta         | Giri | Tempo     | Griglia | Punti |
| ---- | --- | ---------------- | ------------------------ | -------------------- | ---- | --------- | ------- | ----- |
| 1º   | 65  | Jonathan Rea     | HANNspree Ten Kate Honda | Honda CBR1000RR      | 20   | 38:42.640 | 4º      | 25    |
| 2º   | 7   | Carlos Checa     | Althea Racing            | Ducati 1098R         | 20   | +0:01.126 | 2º      | 20    |
| 3º   | 35  | Cal Crutchlow    | Yamaha Sterilgarda       | Yamaha YZF R1        | 20   | +0:10.006 | 10º     | 16    |
| 4º   | 3   | Max Biaggi       | Aprilia Alitalia Racing  | Aprilia RSV4 Factory | 20   | +0:10.716 | 1º      | 13    |
| 5º   | 66  | Tom Sykes        | Kawasaki Racing          | Kawasaki ZX 10R      | 20   | +0:17.391 | 7º      | 11    |
| 6º   | 91  | Leon Haslam      | Suzuki Alstare           | Suzuki GSX-R1000     | 20   | +0:19.301 | 5º      | 10    |
| 7º   | 111 | Rubén Xaus       | BMW Motorrad Motorsport  | BMW S1000 RR         | 20   | +0:19.613 | 11º     | 9     |
| 8º   | 50  | Sylvain Guintoli | Suzuki Alstare           | Suzuki GSX-R1000     | 20   | +0:19.880 | 3º      | 8     |
| 9º   | 67  | Shane Byrne      | Althea Racing            | Ducati 1098R         | 20   | +0:21.176 | 17º     | 7     |
| 10º  | 99  | Luca Scassa      | Supersonic Racing        | Ducati 1098R         | 20   | +0:29.752 | 16º     | 6     |
| 11º  | 57  | Lorenzo Lanzi    | DFX Corse                | Ducati 1098R         | 20   | +0:30.156 | 12º     | 5     |
| 12º  | 5   | Ian Lowry        | Kawasaki Racing          | Kawasaki ZX 10R      | 20   | +0:53.622 | 19º     | 4     |
| 13º  | 95  | Roger Lee Hayden | Team Pedercini           | Kawasaki ZX 10R      | 20   | +0:58.820 | 18º     | 3     |
| 14º  | 15  | Matteo Baiocco   | Team Pedercini           | Kawasaki ZX 10R      | 20   | +1:25.906 | 22º     | 2     |

#### Ritirati
| Nº | Pilota          | Squadra                  | Motocicletta         | Giri | Griglia |
| -- | --------------- | ------------------------ | -------------------- | ---- | ------- |
| 33 | Fabrizio Lai    | ECHO CRS Honda           | Honda CBR1000RR      | 19   | 21º     |
| 84 | Michel Fabrizio | Ducati Xerox             | Ducati 1098R         | 12   | 9º      |
| 41 | Noriyuki Haga   | Ducati Xerox             | Ducati 1098R         | 8    | 6º      |
| 96 | Jakub Smrž      | PATA B&G Racing          | Aprilia RSV4 Factory | 6    | 13º     |
| 11 | Troy Corser     | BMW Motorrad Motorsport  | BMW S1000 RR         | 6    | 14º     |
| 76 | Max Neukirchner | HANNspree Ten Kate Honda | Honda CBR1000RR      | 6    | 15º     |
| 52 | James Toseland  | Yamaha Sterilgarda       | Yamaha YZF R1        | 1    | 8º      |

### Gara 2

#### Arrivati al traguardo[5]
| Pos. | Nº  | Pilota           | Squadra                  | Motocicletta         | Giri | Tempo     | Griglia | Punti |
| ---- | --- | ---------------- | ------------------------ | -------------------- | ---- | --------- | ------- | ----- |
| 1º   | 41  | Noriyuki Haga    | Ducati Xerox             | Ducati 1098R         | 20   | 38:43.565 | 6º      | 25    |
| 2º   | 65  | Jonathan Rea     | HANNspree Ten Kate Honda | Honda CBR1000RR      | 20   | +0:03.061 | 4º      | 20    |
| 3º   | 91  | Leon Haslam      | Suzuki Alstare           | Suzuki GSX-R1000     | 20   | +0:08.060 | 5º      | 16    |
| 4º   | 35  | Cal Crutchlow    | Yamaha Sterilgarda       | Yamaha YZF R1        | 20   | +0:08.457 | 10º     | 13    |
| 5º   | 3   | Max Biaggi       | Aprilia Alitalia Racing  | Aprilia RSV4 Factory | 20   | +0:09.392 | 1º      | 11    |
| 6º   | 50  | Sylvain Guintoli | Suzuki Alstare           | Suzuki GSX-R1000     | 20   | +0:09.556 | 3º      | 10    |
| 7º   | 66  | Tom Sykes        | Kawasaki Racing          | Kawasaki ZX 10R      | 20   | +0:16.819 | 7º      | 9     |
| 8º   | 52  | James Toseland   | Yamaha Sterilgarda       | Yamaha YZF R1        | 20   | +0:20.564 | 8º      | 8     |
| 9º   | 111 | Rubén Xaus       | BMW Motorrad Motorsport  | BMW S1000 RR         | 20   | +0:21.040 | 11º     | 7     |
| 10º  | 67  | Shane Byrne      | Althea Racing            | Ducati 1098R         | 20   | +0:21.168 | 17º     | 6     |
| 11º  | 96  | Jakub Smrž       | PATA B&G Racing          | Aprilia RSV4 Factory | 20   | +0:21.734 | 13º     | 5     |
| 12º  | 11  | Troy Corser      | BMW Motorrad Motorsport  | BMW S1000 RR         | 20   | +0:22.746 | 14º     | 4     |
| 13º  | 57  | Lorenzo Lanzi    | DFX Corse                | Ducati 1098R         | 20   | +0:24.526 | 12º     | 3     |
| 14º  | 99  | Luca Scassa      | Supersonic Racing        | Ducati 1098R         | 20   | +0:28.218 | 16º     | 2     |
| 15º  | 76  | Max Neukirchner  | HANNspree Ten Kate Honda | Honda CBR1000RR      | 20   | +0:38.406 | 15º     | 1     |
| 16º  | 95  | Roger Lee Hayden | Team Pedercini           | Kawasaki ZX 10R      | 20   | +1:08.039 | 18º     |       |
| 17º  | 15  | Matteo Baiocco   | Team Pedercini           | Kawasaki ZX 10R      | 20   | +1:21.294 | 22º     |       |
| 18º  | 33  | Fabrizio Lai     | ECHO CRS Honda           | Honda CBR1000RR      | 20   | +1:21.362 | 21º     |       |
| 19º  | 84  | Michel Fabrizio  | Ducati Xerox             | Ducati 1098R         | 20   | +1:38.427 | 9º      |       |

#### Ritirati
| Nº | Pilota       | Squadra         | Motocicletta    | Giri | Griglia |
| -- | ------------ | --------------- | --------------- | ---- | ------- |
| 5  | Ian Lowry    | Kawasaki Racing | Kawasaki ZX 10R | 11   | 19º     |
| 7  | Carlos Checa | Althea Racing   | Ducati 1098R    | 9    | 2º      |

### Supersport

#### Arrivati al traguardo[3]
| Pos. | Nº  | Pilota            | Squadra                  | Motocicletta        | Giri | Tempo     | Griglia | Punti |
| ---- | --- | ----------------- | ------------------------ | ------------------- | ---- | --------- | ------- | ----- |
| 1º   | 50  | Eugene Laverty    | Parkalgar Honda          | Honda CBR600RR      | 19   | 37:52.893 | 1º      | 25    |
| 2º   | 54  | Kenan Sofuoğlu    | HANNspree Ten Kate Honda | Honda CBR600RR      | 19   | + 5.072   | 2º      | 20    |
| 3º   | 23  | Broc Parkes       | Kawasaki Motocard.com    | Kawasaki ZX-6R      | 19   | + 15.890  | 3º      | 16    |
| 4º   | 99  | Fabien Foret      | Lorenzini by Leoni       | Kawasaki ZX-6R      | 19   | + 16.911  | 7º      | 13    |
| 5º   | 7   | Chaz Davies       | ParkinGO Triumph BE1     | Triumph Daytona 675 | 19   | + 28.380  | 16º     | 11    |
| 6º   | 25  | David Salom       | ParkinGO BE1 Triumph     | Triumph Daytona 675 | 19   | + 28.495  | 6º      | 10    |
| 7º   | 55  | Massimo Roccoli   | Intermoto Czech          | Honda CBR600RR      | 19   | + 28.578  | 9º      | 9     |
| 8º   | 51  | Michele Pirro     | HANNspree Ten Kate Honda | Honda CBR600RR      | 19   | + 28.787  | 8º      | 8     |
| 9º   | 44  | Roberto Tamburini | Bike Service R.T.        | Yamaha YZF R6       | 19   | +1:02.199 | 14º     | 7     |
| 10º  | 9   | Danilo Dell'Omo   | Kuja Racing              | Honda CBR600RR      | 19   | +1:19.432 | 18º     | 6     |
| 11º  | 127 | Robbin Harms      | Harms Benjan Racing      | Honda CBR600RR      | 19   | +1:24.011 | 11º     | 5     |
| 12º  | 21  | Christian Iddon   | Cresto Guide Racing      | Honda CBR600RR      | 19   | +1:30.504 | 19º     | 4     |
| 13º  | 117 | Miguel Praia      | Parkalgar Honda          | Honda CBR600RR      | 19   | +1:51.319 | 15º     | 3     |
| 14º  | 10  | Imre Tóth         | Team Toth                | Honda CBR600RR      | 18   | +1 giro   | 21º     | 2     |

#### Ritirati
| Nº | Pilota            | Squadra                  | Motocicletta        | Giri | Griglia |
| -- | ----------------- | ------------------------ | ------------------- | ---- | ------- |
| 37 | Katsuaki Fujiwara | Kawasaki Motocard.com    | Kawasaki ZX-6R      | 10   | 4º      |
| 14 | Matthieu Lagrive  | ParkinGO Triumph BE1     | Triumph Daytona 675 | 10   | 12º     |
| 31 | Vittorio Iannuzzo | ParkinGO BE1 Triumph     | Triumph Daytona 675 | 7    | 17º     |
| 34 | Ronan Quarmby     | Interfile TyresinTransit | Honda CBR600RR      | 7    | 13º     |
| 8  | Bastien Chesaux   | Harms Benjan Racing      | Honda CBR600RR      | 5    | 20º     |
| 18 | Mark Aitchison    | Kuja Racing              | Honda CBR600RR      | 1    | 10º     |

#### Squalificato
| Nº | Pilota   | Squadra         | Motocicletta   | Giri | Tempo   | Griglia |
| -- | -------- | --------------- | -------------- | ---- | ------- | ------- |
| 4  | Gino Rea | Intermoto Czech | Honda CBR600RR | 19   | + 0.058 | 5º      |